# Hammalfyndet
Hammalfyndet är kvarlevorna efter en förhistorisk båt som hittades 1854 i Hammal, en by i Sköns socken och Sundsvalls kommun i Västernorrlands län. Båten som låg nedsjunken i lerjord grävdes fram och undersöktes. Den låg intill ett vattendrag med anslutning till Alnösundet och trakten är rik på fornlämningar.
Den cirka 4,5 meter långa båten har en mycket ålderdomlig konstruktion och man har inte kunnat fastställa dess ålder. Bronsåldern är en hypotes, men andra tidsåldrar är också tänkbara. Båten bestod av stockar eller grova plankor som varit sammanfogade med trädymlingar och tätade med kåda. Endast några få dymlingar och trärester lär återstå idag. Fyndet är registrerat som båtlämning i Raä:s fornlämningsregister, vilket är en generell benämning på ett äldre fartyg som förolyckats, övergivits eller sänkts.